# Charidia empolaeus
Charidia empolaeus är en fjärilsart som beskrevs av John Obadiah Westwood 1852. Charidia empolaeus ingår i släktet Charidia och familjen tjockhuvuden. Inga underarter finns listade i Catalogue of Life.